# 2006-os Formula–1 brit nagydíj
A brit nagydíj volt a 2006-os Formula–1 világbajnokság nyolcadik futama, amelyet 2006. június 11-én rendeztek meg a brit Silverstone Circuiten, Silverstone-ban.

## Pénteki versenyzők

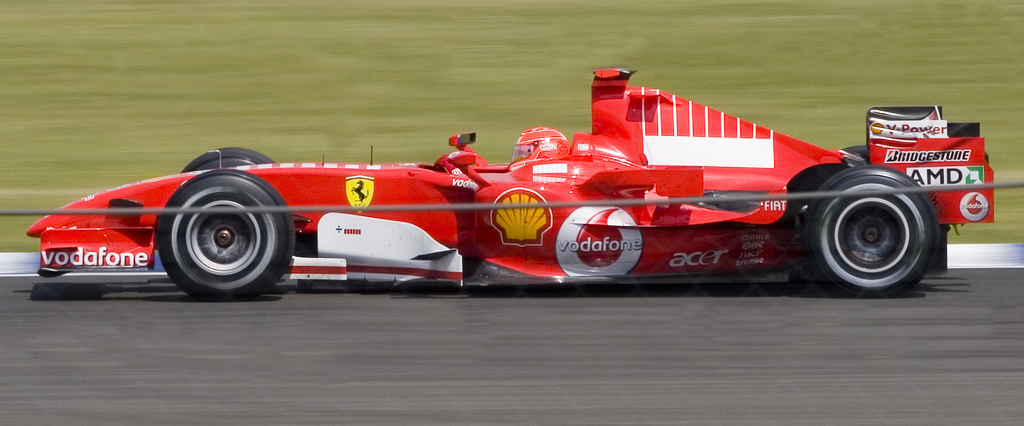
Michael Schumacher a brit nagydíjon

| Versenyző        | Csapat/Motor        |
| ---------------- | ------------------- |
| Alexander Wurz   | Williams-Cosworth   |
| Anthony Davidson | Honda               |
| Robert Doornbos  | Red Bull-Ferrari    |
| Robert Kubica    | BMW Sauber          |
| Giorgio Mondini  | MF1-Toyota          |
| Neel Jani        | Toro Rosso-Cosworth |
| Jamamoto Szakon  | Super Aguri-Honda   |

## Időmérő edzés
Az első rajtkockát Fernando Alonso szerezte meg Kimi Räikkönen és Michael Schumacher előtt.
| Helyezés | Versenyző            | Csapat/Motor        | 1. rész    | 2. rész  | 3. rész  |
| -------- | -------------------- | ------------------- | ---------- | -------- | -------- |
| 1        | Fernando Alonso      | Renault             | 1:21.018   | 1:20.271 | 1:20.253 |
| 2        | Kimi Räikkönen       | McLaren-Mercedes    | 1:21.648   | 1:20.497 | 1:20.397 |
| 3        | Michael Schumacher   | Ferrari             | 1:22.096   | 1:20.659 | 1:20.574 |
| 4        | Felipe Massa         | Ferrari             | 1:21.647   | 1:20.846 | 1:20.764 |
| 5        | Giancarlo Fisichella | Renault             | 1:22.411   | 1:20.594 | 1:20.919 |
| 6        | Rubens Barrichello   | Honda               | 1:22.965   | 1:20.929 | 1:20.943 |
| 7        | Ralf Schumacher      | Toyota              | 1:22.886   | 1:21.043 | 1:21.073 |
| 8        | Juan Pablo Montoya   | McLaren-Mercedes    | 1:22.169   | 1:20.816 | 1:21.107 |
| 9        | Nick Heidfeld        | BMW Sauber          | 1:21.670   | 1:20.629 | 1:21.329 |
| 10       | Jacques Villeneuve   | BMW Sauber          | 1:21.637   | 1:20.672 | 1:21.599 |
| 11       | David Coulthard      | Red Bull-Ferrari    | 1:22.424   | 1:21.442 |          |
| 12       | Nico Rosberg         | Williams-Cosworth   | 1:23.083   | 1:21.567 |          |
| 13       | Vitantonio Liuzzi    | Toro Rosso-Cosworth | 1:22.685   | 1:21.699 |          |
| 14       | Christian Klien      | Red Bull-Ferrari    | 1:22.773   | 1:21.990 |          |
| 15       | Scott Speed          | Toro Rosso-Cosworth | 1:22.541   | 1:22.076 |          |
| 16       | Tiago Monteiro       | MF1-Toyota          | 1:22.860   | 1:22.207 |          |
| 17       | Mark Webber          | Williams-Cosworth   | 1:23.129   |          |          |
| 18       | Christijan Albers    | MF1-Toyota          | 1:23.210   |          |          |
| 19       | Jenson Button        | Honda               | 1:23.247   |          |          |
| 20       | Szató Takuma         | Super Aguri-Honda   | 1:26.158   |          |          |
| 21       | Franck Montagny      | Super Aguri-Honda   | 1:26.316   |          |          |
| 22       | Jarno Trulli         | Toyota              | idő nélkül |          |          |

## Futam
Alonso a versenyt senkitől sem zavartatva nyerte meg. A leggyorsabb kör is a spanyolé lett, ideje 1:21.599 volt. A verseny közepén Schumacher megelőzte a második Räikkönent a boxkiállásoknál. A verseny vége felé Fisichella is megpróbálta megelőzni a finnt, de az olasznak nem sikerült. A McLaren-Mercedes jó monacói teljesítményét hazai pályáján nem tudta hozni. A futamon kiesett Jenson Button, Scott Speed, Ralf Schumacher és Mark Webber.
A futam után Alonso további két ponttal növelte előnyét.
| Helyezés | Rajtszám | Versenyző            | Csapat/Motor        | Futott kör | Idő/Kiesés oka | Rajthely | Pont |
| -------- | -------- | -------------------- | ------------------- | ---------- | -------------- | -------- | ---- |
| 1        | 1        | Fernando Alonso      | Renault             | 60         | 1h25:51.927    | 1        | 10   |
| 2        | 5        | Michael Schumacher   | Ferrari             | 60         | + 13.951       | 3        | 8    |
| 3        | 3        | Kimi Räikkönen       | McLaren-Mercedes    | 60         | + 18.672       | 2        | 6    |
| 4        | 2        | Giancarlo Fisichella | Renault             | 60         | + 19.976       | 5        | 5    |
| 5        | 6        | Felipe Massa         | Ferrari             | 60         | + 31.559       | 4        | 4    |
| 6        | 4        | Juan Pablo Montoya   | McLaren-Mercedes    | 60         | + 1:04.769     | 8        | 3    |
| 7        | 16       | Nick Heidfeld        | BMW Sauber          | 60         | + 1:14.594     | 9        | 2    |
| 8        | 17       | Jacques Villeneuve   | BMW Sauber          | 60         | + 1:18.299     | 10       | 1    |
| 9        | 10       | Nico Rosberg         | Williams-Cosworth   | 60         | + 1:19.008     | 12       |      |
| 10       | 11       | Rubens Barrichello   | Honda               | 59         | + 1 kör        | 6        |      |
| 11       | 8        | Jarno Trulli         | Toyota              | 59         | + 1 kör        | 22       |      |
| 12       | 14       | David Coulthard      | Red Bull-Ferrari    | 59         | + 1 kör        | 11       |      |
| 13       | 20       | Vitantonio Liuzzi    | Toro Rosso-Cosworth | 59         | + 1 kör        | 13       |      |
| 14       | 15       | Christian Klien      | Red Bull-Ferrari    | 59         | + 1 kör        | 14       |      |
| 15       | 19       | Christijan Albers    | MF1-Toyota          | 59         | + 1 kör        | 18       |      |
| 16       | 18       | Tiago Monteiro       | MF1-Toyota          | 58         | + 2 kör        | 16       |      |
| 17       | 22       | Szató Takuma         | Super Aguri-Honda   | 57         | + 3 kör        | 20       |      |
| 18       | 23       | Franck Montagny      | Super Aguri-Honda   | 57         | + 3 kör        | 21       |      |
| Ki       | 12       | Jenson Button        | Honda               | 8          | Olajszivárgás  | 19       |      |
| Ki       | 21       | Scott Speed          | Toro Rosso-Cosworth | 1          | Baleset        | 15       |      |
| Ki       | 7        | Ralf Schumacher      | Toyota              | 0          | Baleset        | 7        |      |
| Ki       | 9        | Mark Webber          | Williams-Cosworth   | 0          | Baleset        | 17       |      |

## A világbajnokság élmezőnyének  állása a verseny után
| H | Versenyzők           | Pont | H | Konstruktőrök    | Pont |
| - | -------------------- | ---- | - | ---------------- | ---- |
| 1 | Fernando Alonso      | 74   | 1 | Renault          | 106  |
| 2 | Michael Schumacher   | 51   | 2 | Ferrari          | 67   |
| 3 | Kimi Räikkönen       | 33   | 3 | McLaren-Mercedes | 59   |
| 4 | Giancarlo Fisichella | 32   | 4 | Honda            | 29   |
| 5 | Juan Pablo Montoya   | 26   | 5 | BMW Sauber       | 17   |

## Statisztikák
Vezető helyen:
- Fernando Alonso: 59 (1–44 / 46–60)
- Giancarlo Fisichella: 1 (45)

Fernando Alonso 13. győzelme, 13. pole-pozíciója, 6. leggyorsabb köre, 1. mesterhármasa (gy, pp, lk)
- Renault 31. győzelme.
- Ezen a futamon szerezte Juan Pablo Montoya és Jacques Villeneuve az utolsó Formula–1-es pontjait.